# Billezois
Billezois est une commune française, située dans le département de l'Allier en région Auvergne-Rhône-Alpes.
Ses habitants sont appelés les Billezoissiens, les Bizellois ou bien les Courlis en référence au blason de ce village[réf. nécessaire].

## Géographie

### Localisation
Billezois est située au sud-est du département de l'Allier, à 6,1 km au sud-ouest de Lapalisse et à 14,3 km au nord-est de Vichy à vol d'oiseau.
Six communes sont limitrophes :
|                       | Périgny                         | Lapalisse  |
| Magnet                | Billezois                       | Saint-Prix |
| Saint-Étienne-de-Vicq | Saint-Christophe-en-Bourbonnais |            |

### Géologie et relief
La commune s'étend sur 1 568 hectares (1 567 ou 1 762 selon la communauté de communes) ; son altitude varie entre 287 et 353 mètres. La communauté de communes indique une altitude moyenne de 330 mètres.
La région naturelle du « Pays de Billezois », située entre le val d'Allier et le val de Besbre, à la frontière entre la montagne bourbonnaise et l'agglomération de Vichy, est caractérisée par un relief « d'origine fluvio-lacustre », dû à la présence de nombreux étangs.

### Hydrographie
La commune est traversée par le ruisseau du Ris de la Gièze, au nord-est de la commune, prenant sa source à l'étang des Girauds et se jetant « dans la Besbre à Saint-Prix ».
À l'ouest, le Vif (appelé aussi le Mourgon le Vif), coule à l'ouest ; il comprend un affluent anonyme de 1 km de long,.

### Climat
Pour des articles plus généraux, voir Climat d'Auvergne-Rhône-Alpes et Climat de l'Allier.
En 2010, le climat de la commune est de type climat océanique dégradé des plaines du Centre et du Nord, selon une étude du CNRS s'appuyant sur une série de données couvrant la période 1971-2000. En 2020, Météo-France publie une typologie des climats de la France métropolitaine dans laquelle la commune est dans une zone de transition entre le climat océanique altéré et le climat de montagne ou de marges de montagne et est dans la région climatique Centre et contreforts nord du Massif Central, caractérisée par un air sec en été et un bon ensoleillement.
Pour la période 1971-2000, la température annuelle moyenne est de 11,1 °C, avec une amplitude thermique annuelle de 16,5 °C. Le cumul annuel moyen de précipitations est de 811 mm, avec 10,4 jours de précipitations en janvier et 7,9 jours en juillet. Pour la période 1991-2020, la température moyenne annuelle observée sur la station météorologique de Météo-France la plus proche, sur la commune d'Arfeuilles à 13 km à vol d'oiseau, est de 11,2 °C et le cumul annuel moyen de précipitations est de 951,6 mm,. Pour l'avenir, les paramètres climatiques de la commune estimés pour 2050 selon différents scénarios d'émission de gaz à effet de serre sont consultables sur un site dédié publié par Météo-France en novembre 2022.

## Urbanisme

### Typologie
Au 1er janvier 2024, Billezois est catégorisée commune rurale à habitat très dispersé, selon la nouvelle grille communale de densité à 7 niveaux définie par l'Insee en 2022.
Elle est située hors unité urbaine. Par ailleurs la commune fait partie de l'aire d'attraction de Vichy, dont elle est une commune de la couronne,. Cette aire, qui regroupe 50 communes, est catégorisée dans les aires de 50 000 à moins de 200 000 habitants,.

### Occupation des sols

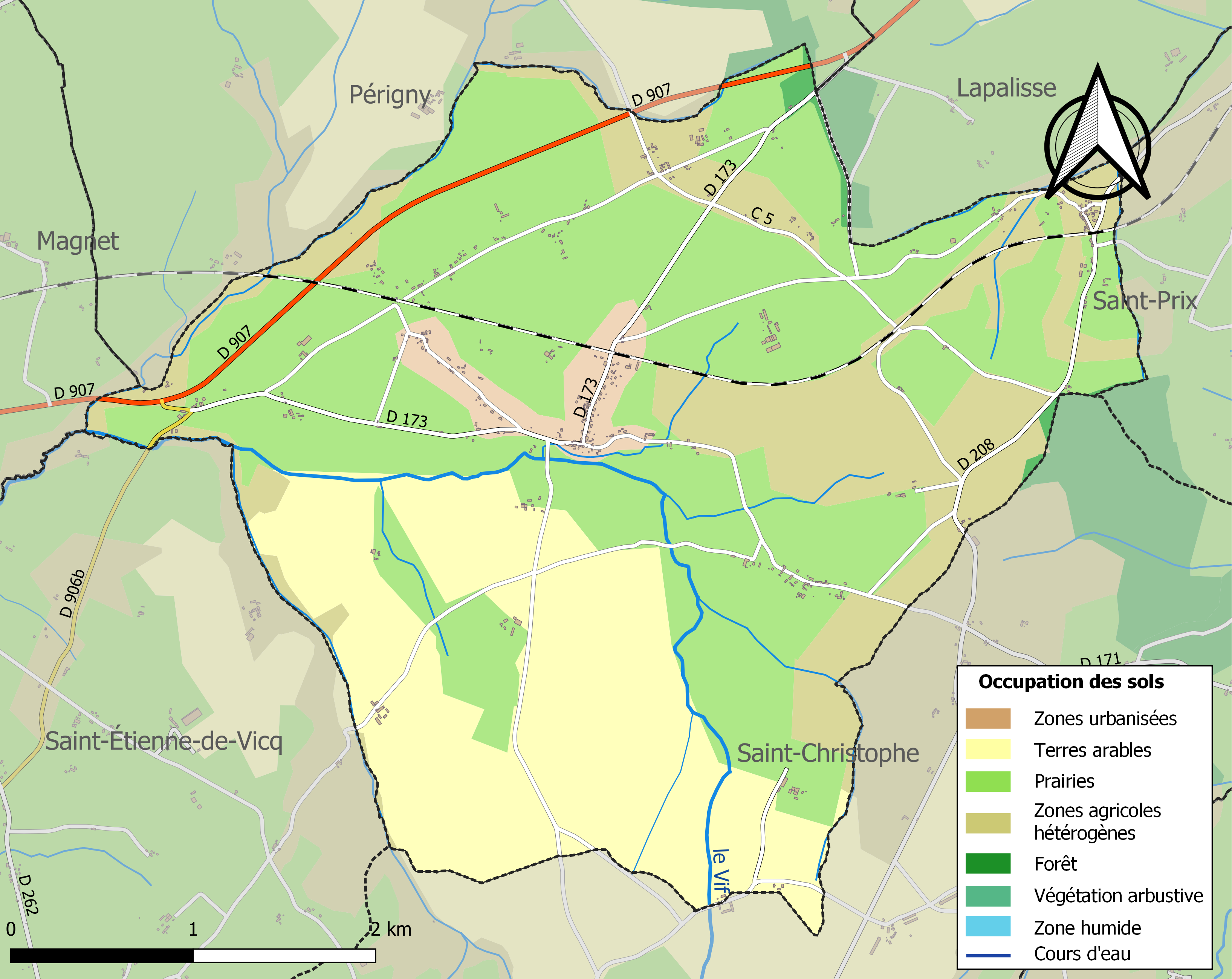
Carte des infrastructures et de l'occupation des sols de la commune en 2018 (CLC).

L'occupation des sols de la commune, telle qu'elle ressort de la base de données européenne d’occupation biophysique des sols Corine Land Cover (CLC), est marquée par l'importance des territoires agricoles (96 % en 2018), en diminution par rapport à 1990 (99,2 %). La répartition détaillée en 2018 est la suivante : prairies (51,7 %), terres arables (25,4 %), zones agricoles hétérogènes (19 %), zones urbanisées (3,2 %), forêts (0,7 %).
L'IGN met par ailleurs à disposition un outil en ligne permettant de comparer l’évolution dans le temps de l’occupation des sols de la commune (ou de territoires à des échelles différentes). Plusieurs époques sont accessibles sous forme de cartes ou photos aériennes : la carte de Cassini (XVIIIe siècle), la carte d'état-major (1820-1866) et la période actuelle (1950 à aujourd'hui).

### Logement
En 2013, la commune comptait 185 logements, contre 169 en 2008. Parmi ces logements, 85,1 % étaient des résidences principales, 7,7 % des résidences secondaires et 7,1 % des logements vacants. Ces logements étaient pour 96,1 % d'entre eux des maisons individuelles et pour 2,2 % des appartements.
La proportion des résidences principales, propriétés de leurs occupants était de 80,8 %, en baisse par rapport à 2008 (83,9 %). Il n'existe aucun logement HLM loué vide.

### Voies de communication et transports

#### Voies routières
Le territoire communal est traversé par la route départementale 173, liaison reliant le centre du village (au moyen d'un rond-point) à Magnet (à 6 km) et Vichy (à 20 km), ainsi que par la route départementale 208, desservant le lieu-dit des Girauds, entre Lapalisse et Saint-Christophe-en-Bourbonnais. Vers l'est, une route communale relie le rond-point au Breuil, Saint-Christophe et Isserpent.
Au nord-ouest de la commune, la route départementale 907 relie l'agglomération de Vichy à Lapalisse et à l'est du département de l'Allier, en direction de la route nationale 7. À l'ouest, au hameau du Bois Labot, se termine la RD 906b, ancienne route nationale 106b, desservant Saint-Étienne-de-Vicq et certains quartiers de Cusset.

#### Transports ferroviaires
La commune est traversée par la ligne de Moret - Veneux-les-Sablons à Lyon-Perrache, entre les gares de Saint-Germain-des-Fossés, la plus proche ouverte au service des voyageurs, et de Lapalisse - Saint-Prix, fermée.

### Risques naturels et technologiques
Le site prim.net recense uniquement le risque sismique : zone de sismicité de niveau 2.
Le Dossier départemental des risques majeurs de l'Allier ajoute aussi le risque technologique « transport de matières dangereuses », la route départementale 907 passant au nord de la commune enregistrant un trafic de plus de 5 000 véhicules par jour en 2011.

## Histoire
En 1234, Hugues de Chatillon donne la Terre de Billezois en douaire à sa femme Isabelle de Mello.
Parmi les Seigneurs qui se succédèrent au cours des siècles se trouvent au XIVe, les Châtelus-Château Morand.
En 1804, Billezois comptait 2 moulins à eau, 2 peigneurs de chanvre et 3 cabaretiers. Céréales, pomme de terre, châtaignes étaient produites.

## Politique et administration

### Découpage territorial
Sur le plan administratif, Billezois dépendait du district de Cusset en 1793 puis de l'arrondissement de Lapalisse depuis 1801, lequel fut transféré à Vichy en 1941 ; ainsi que du canton de Lapalisse de 1793 à 2015. Le redécoupage cantonal de 2014 maintient la commune dans ledit canton.
En outre, la commune fait partie de la communauté de communes du Pays de Lapalisse depuis 1999.

### Liste des maires
| Période                                  | Période                     | Identité     | Étiquette | Qualité     |
| ---------------------------------------- | --------------------------- | ------------ | --------- | ----------- |
| Les données manquantes sont à compléter. |                             |              |           |             |
| mars 2001                                | En cours (au 23 avril 2021) | Yves Planche | DVG       | Électricien |

## Équipements et services publics

### Enseignement
Billezois dépend de l'académie de Clermont-Ferrand.
Les élèves commencent leur scolarité à l'école élémentaire publique de la commune, comptant « une trentaine d'élèves ». Ils la poursuivent au collège de Lapalisse puis au lycée Albert-Londres de Cusset.

### Instances judiciaires
Billezois dépend de la cour d'appel de Riom, du tribunal de proximité de Vichy et des tribunaux judiciaire et de commerce de Cusset.

## Population et société

### Démographie
Les habitants de la commune sont appelés les Billezoissiens,, ou encore les Bizellois, mais sont couramment nommés « les Courlis », en raison de l'emblème de la commune[réf. nécessaire].

#### Évolution démographique
L'évolution du nombre d'habitants est connue à travers les recensements de la population effectués dans la commune depuis 1793. Pour les communes de moins de 10 000 habitants, une enquête de recensement portant sur toute la population est réalisée tous les cinq ans, les populations de référence des années intermédiaires étant quant à elles estimées par interpolation ou extrapolation. Pour la commune, le premier recensement exhaustif entrant dans le cadre du nouveau dispositif a été réalisé en 2004.

En 2022, la commune comptait 361 habitants, en évolution de −6,72 % par rapport à 2016 (Allier : −1,38 %, France hors Mayotte : +2,11 %).
| 1793 | 1800 | 1806 | 1821 | 1831 | 1836 | 1841 | 1846 | 1851 |
| ---- | ---- | ---- | ---- | ---- | ---- | ---- | ---- | ---- |
| 357  | 308  | 483  | 603  | 563  | 575  | 562  | 562  | 552  |

| 1856 | 1861 | 1866 | 1872 | 1876 | 1881 | 1886 | 1891 | 1896 |
| ---- | ---- | ---- | ---- | ---- | ---- | ---- | ---- | ---- |
| 580  | 600  | 610  | 616  | 656  | 692  | 649  | 637  | 606  |

| 1901 | 1906 | 1911 | 1921 | 1926 | 1931 | 1936 | 1946 | 1954 |
| ---- | ---- | ---- | ---- | ---- | ---- | ---- | ---- | ---- |
| 608  | 549  | 547  | 477  | 464  | 449  | 426  | 431  | 396  |

| 1962 | 1968 | 1975 | 1982 | 1990 | 1999 | 2004 | 2006 | 2009 |
| ---- | ---- | ---- | ---- | ---- | ---- | ---- | ---- | ---- |
| 363  | 306  | 292  | 297  | 345  | 346  | 354  | 363  | 383  |

| 2014 | 2019 | 2022 | - | - | - | - | - | - |
| ---- | ---- | ---- | - | - | - | - | - | - |
| 388  | 364  | 361  | - | - | - | - | - | - |

#### Pyramide des âges
En 2021, le taux de personnes d'un âge inférieur à 30 ans s'élève à 31,1 %, soit au-dessus de la moyenne départementale (29,0 %). À l'inverse, le taux de personnes d'âge supérieur à 60 ans est de 28,6 % la même année, alors qu'il est de 35,6 % au niveau départemental.
En 2021, la commune comptait 182 hommes pour 181 femmes, soit un taux de 50,14 % d'hommes, légèrement supérieur au taux départemental (47,97 %).
Les pyramides des âges de la commune et du département s'établissent comme suit :
| Hommes | Classe d’âge | Femmes |
| ------ | ------------ | ------ |
| 0,0    | 90 ou +      | 0,6    |
| 4,0    | 75-89 ans    | 7,6    |
| 24,3   | 60-74 ans    | 20,7   |
| 23,6   | 45-59 ans    | 21,1   |
| 16,2   | 30-44 ans    | 19,5   |
| 15,4   | 15-29 ans    | 14,2   |
| 16,4   | 0-14 ans     | 16,2   |

| Hommes | Classe d’âge | Femmes |
| ------ | ------------ | ------ |
| 1,2    | 90 ou +      | 3      |
| 10     | 75-89 ans    | 13,4   |
| 21,3   | 60-74 ans    | 22     |
| 20,6   | 45-59 ans    | 19,6   |
| 15,7   | 30-44 ans    | 15     |
| 15,6   | 15-29 ans    | 12,9   |
| 15,7   | 0-14 ans     | 14     |

### Sports
La commune possède un stade.
Billezois possède un club de football : l'AS Billezois.

## Économie

### Emploi
En 2013, la population âgée de quinze à soixante-quatre ans s'élevait à 255 personnes, parmi lesquelles on comptait 71,9 % d'actifs dont 63,2 % ayant un emploi et 8,7 % de chômeurs.
On comptait 36 emplois dans la zone d'emploi. Le nombre d'actifs ayant un emploi résidant dans la zone étant de 162, l'indicateur de concentration d'emploi est de 22,3 %, ce qui signifie que la commune offre moins d'un emploi par habitant actif.
129 des 162 personnes âgées de quinze ans ou plus (soit 79,5 %) sont des salariés. Seuls 18 % des actifs travaillent dans la commune de résidence.

### Entreprises
Au 1er janvier 2014, Billezois comptait quinze entreprises : une dans l'industrie, quatre dans la construction, sept dans le commerce, les transports et les services divers et trois dans le secteur administratif.
En outre, elle comptait seize établissements (deux dans l'industrie et autant dans les autres secteurs d'activités que d'entreprises).
La commune compte deux entreprises artisanales.

### Agriculture
Au recensement agricole de 2010, la commune comptait onze exploitations agricoles (la communauté de communes en mentionne deux). Ce nombre est en nette diminution par rapport à 2000 (18) et à 1988 (25).
La superficie agricole utilisée sur ces exploitations était de 649 hectares en 2010, dont 350 ha sont allouées aux terres labourables et 298 ha sont toujours en herbe.

### Commerce et services
La base permanente des équipements de 2015 recensait une épicerie.
La communauté de communes mentionne « deux commerces dont un multi-services ».

### Tourisme
Au 1er janvier 2016, la commune ne comptait aucun hôtel, camping ou autre hébergement collectif.

## Culture locale et patrimoine

### Lieux et monuments
Billezois ne compte aucun édifice ou objet inscrit aux monuments historiques ou recensé à l'inventaire général du patrimoine culturel.
- Église Saint-Roch XIXe siècle de style néogothique.
- Château privé des Girauds.

### Héraldique
| Blason de Billezois | Blason  | Écartelé : au 1er d’argent au courlis contourné au naturel, au 2e d’argent à l’église de tenné essorée de sable mouvant de la partition, au 3e d’azur semé de fleurs de lis d’or, au bâton de gueules brochant, au 4e tiercé en pal d’azur, d’argent et de gueules à douze étoiles d’or brochantes et ordonnées en cercle. |
| Blason de Billezois | Détails | Le statut officiel du blason reste à déterminer. |